# Gurun Panjang (Bayang)
Gurun Panjang is een bestuurslaag in het regentschap Zuid-Pesisir van de provincie West-Sumatra, Indonesië. Gurun Panjang telt 7.304 inwoners (volkstelling 2010).